# Tusen bitar (musikalbum)
Tusen bitar är det åttonde studioalbumet av Björn Afzelius. Albumet släpptes 1990.
Albumet blev Afzelius stora kommersiella genombrott och singeln "Tusen bitar" sålde bra i hela Norden. Den gav honom också en grammy i Danmark för bästa utländska sångare.[källa behövs] Afzelius hade inte själv lyckats skriva någon passande avslutningslåt till sin sommarturné 1989, och köpte några kassettband på en bensinstation i Danmark.[källa behövs] Där hittade han bland annat "Tusind stykker" med Anne Linnet, som han sedan översatte till "Tusen bitar" och gjorde stor succé med på sin turné. Den fick sedan bli titelspår på hans nästa skiva.

## Låtlista
All text och musik av Björn Afzelius om inget annat anges.
Sida ett
1. "Tusen bitar" (Originaltext och musik: Anne Linnet; svensk text: Björn Afzelius) - 4:34
2. "Mona Lisa" - 3:45
3. "Den himmelska fridens torg" - 5:09
4. "Två ljus" - 4:13

Sida två
1. "Amerika" - 4:10
2. "Gånglåt från Sörgården" - 3:17
3. "Edmond Dantès nittonåriga dröm" - 7:01
4. "Älska mej nu" - 3:22

## Musiker
- Björn Afzelius - sång
- Frederik Adlers - keyboard
- Per Lindvall - trummor
- Jan Lysdahl - trummor
- Wesley Starr - trummor
- Bengt Bygren - dragspel
- Billy Cross - gitarr, bas, sång, percussion, keyboard
- Olle Nyberg - keyboard, piano, orgel, sång, gitarr
- Mats Englund - bas
- Lars Larry Danielsson - bas
- Hannes Råstam - bas

## Listplaceringar
| Lista (1990) | Topplacering |
| ------------ | ------------ |
| Sverige      | 9            |
| Norge        | 1            |

### Fotnoter
1. ↑  ”Tusen bitar”. Discogs.com. http://www.discogs.com/Bj%C3%B6rn-Afzelius-Tusen-Bitar/master/83780. Läst 13 januari 2013.
2. ↑  http://proletaren.se/artikel/mer-tusen-bitar-10-av-bjorn-afzelius-basta-latar
3. ↑  Placeringar på den svenska albumlistan
4. ↑  Placeringar på den norska albumlistan